# چای‌باشی (مرزیفون)
چای‌باشی (به ترکی استانبولی: Çaybaşı) یک منطقهٔ مسکونی در ترکیه است که در مرزیفون واقع شده‌است.